# Наїзд (звичай)

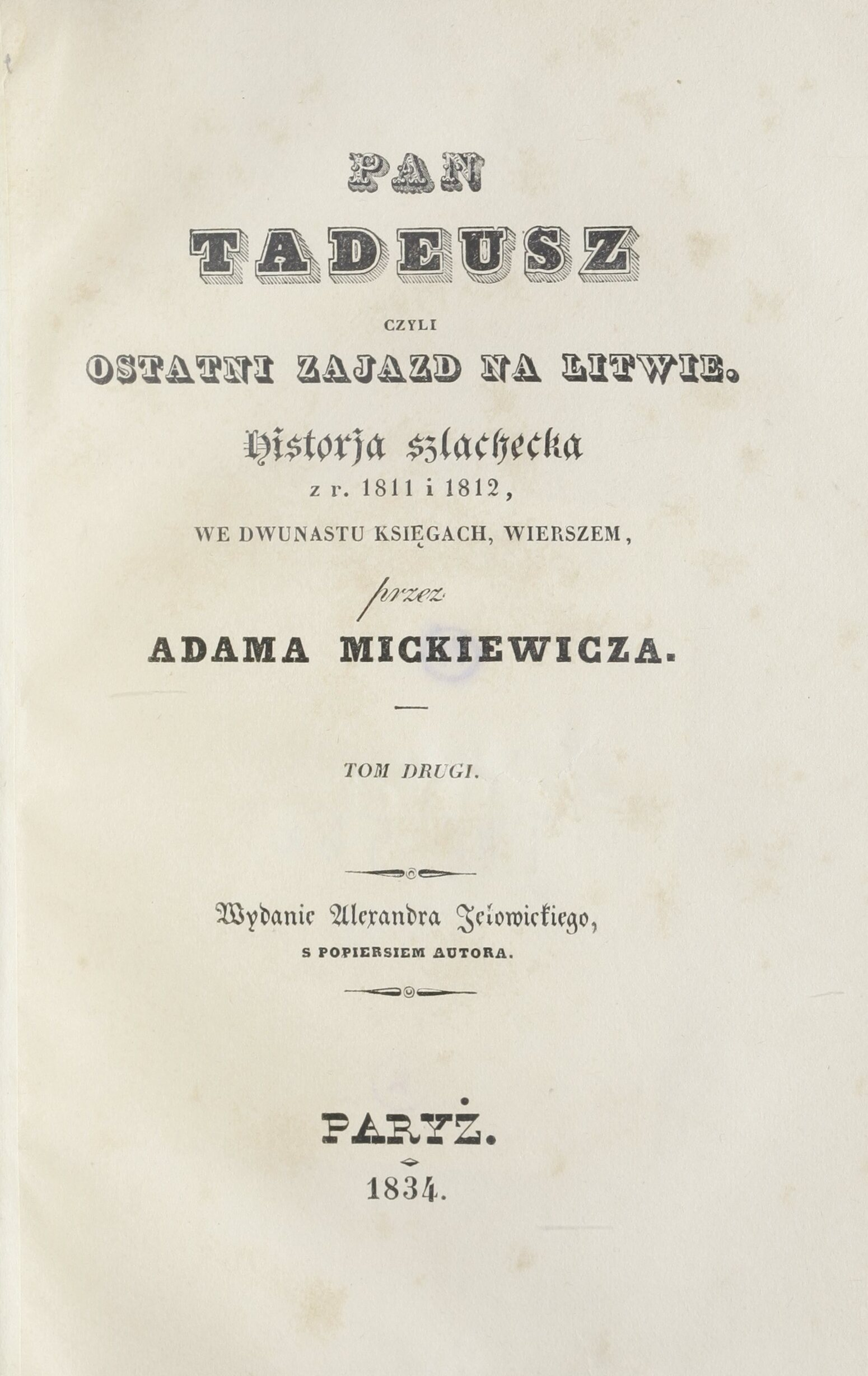
У «Пані Тадеуші» Адама Міцкевича звичай наїзду було увічнено

Наїзд (пол. zajazd) — спосіб виконання вироку в литовському і речипосполитському праві. Внаслідок слабкості виконавчої влади Речі Посполитої став фактично дійсним способом реалізації своїх прав шляхтою. Наїзд став четвертим кроком виконання вироків стосовно спірної нерухомості шляхетським загалом. Наїзд полягав у силовій ліквідації злісного боржника посполитим рушенням повіту на заклик старости.
З другої половини XVII століття розпочалося самовільне вчинення наїздів (без участі старости), як спосіб здійснення вироків в цілях самопомочі. Інколи наїзди не мали нічого спільного з правом, відтак їх можна класифікувати як форму насилля.

## На українських землях
На українських землях у складі Великого князівства Литовського та Речі Посполитої наїзд як позаправовий засіб розв'язання економічних суперечок шляхти виник через неефективність правової й судової системи та слабкість центральної влади й набув масового характеру. У правових нормах Статутів Великого князівства Литовського «наїзд» класифікується як напад кінного загону, а «наход» — пішого загону.
Для розгляду кримінальних справ, у тому числі наїздів, було створено замковий суд (1566 — гродський суд). Відповідно до характеру заподіяної шкоди під час наїзду в законодавстві були передбачені різні види покарання: страта, композиція (виплата потерпілому грошової компенсації), штраф. Наїзд відрізнявся від розбою, за який покаранням була лише страта. Однак на практиці судове рішення виконувалися дуже рідко. У джерелах не зафіксовано жодного випадку покарання знатного чи впливового в певному регіоні шляхтича. Нападаючі й потерпілі часто розв'язували конфлікт позасудовим шляхом укладання полюбовної згоди.
Нерідко наїзд мав характер символічної демонстрації конфлікту, спрямованого на розрядку соціальної напруги всередині шляхетської корпорації. Водночас наїзд суперечив таким категоріям шляхетської системи цінностей, як братерство, любов до Вітчизни, легалізм поведінки в політичному житті, ідеал згоди та вшанування традиції.